# Туризм в Антарктиді

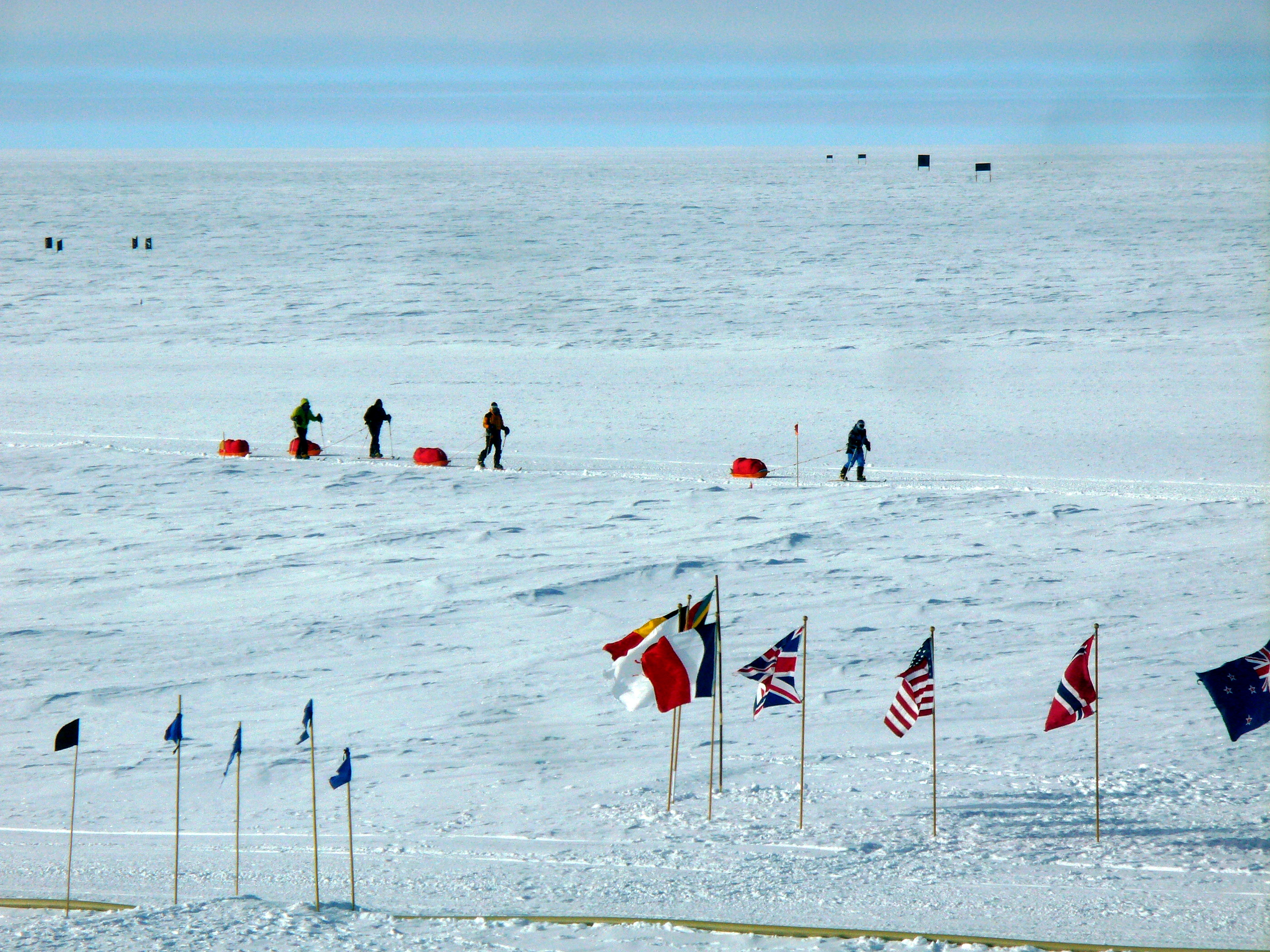
Група лижників повертається після відвідування Південного полюса, грудень 2009 року.

Туризм в Антарктиді почався з організації морських круїзів у 1960-х роках, включаючи поїздки на приватних яхтах з кінця 1960-х. Авіаперельоти в Антарктиду почалися в 1970-х роках з екскурсійних польотів з Австралії і Нової Зеландії, і були відновлені в 1990-х роках. Туристичний сезон в Антарктиді проходить під час літа в Південній півкулі і триває з листопада по березень. У сезоні 1999/2000 років Антарктиду відвідало 14 762 туриста, більшість з них — в морських круїзах, у сезон 2009/2010 років — майже 40 тисяч  туристів.

## Відвідування Антарктиди
Відповідно до Договору про Антарктику туристичні компанії повинні мати дозвіл на відвідування Антарктиди. Багато морських круїзів в Антарктиду включають висадку на узбережжя континенту на непотоплюваних човнах компанії Zodiac Marine & Pool або на вертольоті. Програма деяких турів в Антарктиду включає такі види послуг як альпінізм, катання на лижах, а також відвідування Південного полюса.

## Морські круїзи

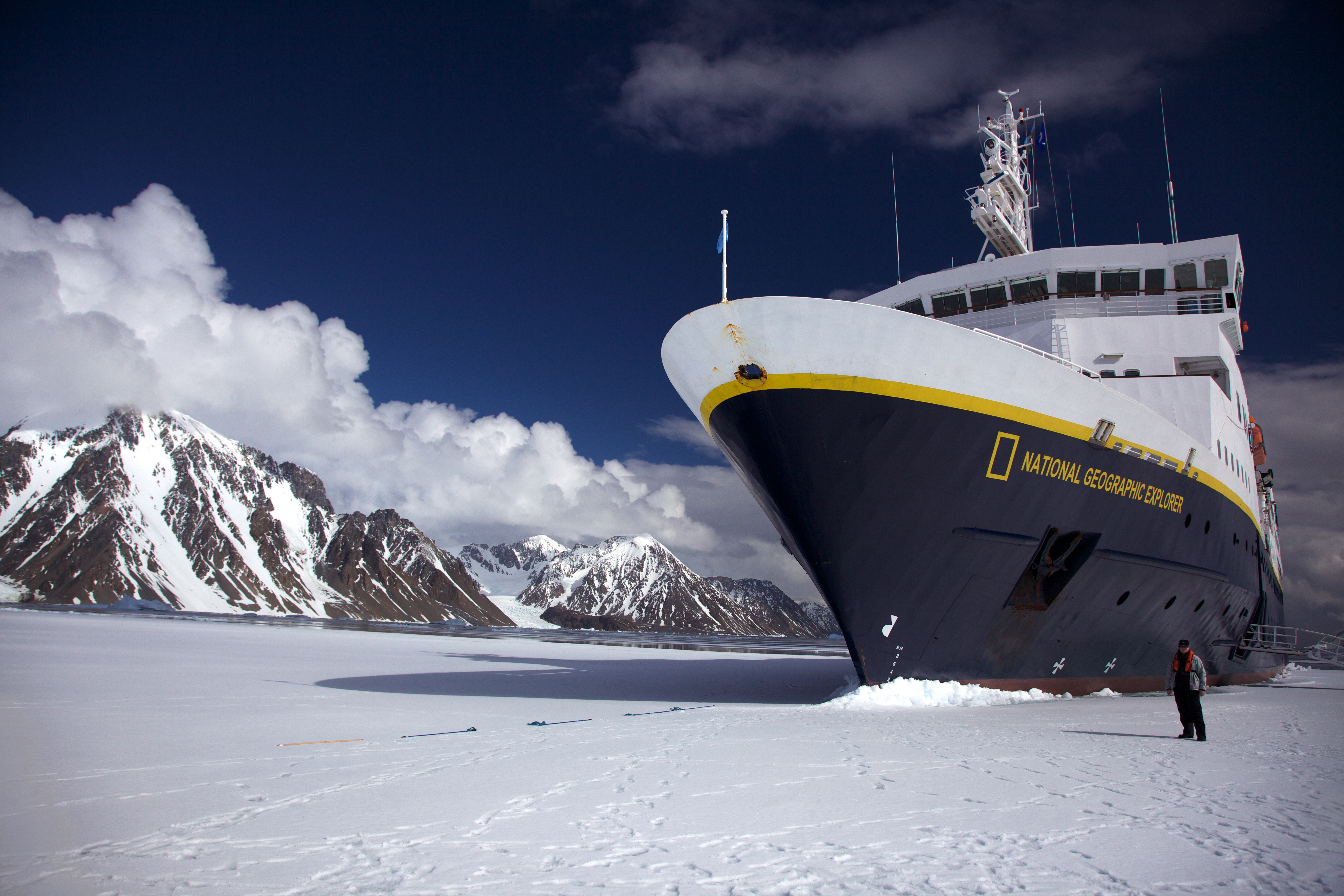
Експедиційне судно National Geographic Explorer

У 1920-х роках поштове судно Фолклендських островів щорічно здійснювало рейси в район Південних Шетландських островів і Південних Оркнейських островів, куди доставляло пошту і обслуговувало китобоїв. Судно брало на борт невелику кількість туристів, які купували квитки в обидва кінці; це були, ймовірно, перші комерційні тури в Антарктиду.
Першу комерційну поїздку на кораблі в Антарктиду в наш час організував шведсько-американський підприємець і мандрівник Ларс-Ерік Ліндблад в 1969 році на спеціально побудованому лайнері MV Explorer. Багато морських круїзів в Антарктиду починаються в порту Ушуая в Аргентині. Вартість круїзу може становити від $ 3000 до $ 30 000 в залежності від обраного маршруту і туроператора.
Деяка кількість морських круїзів здійснюється в Море Росса і Східну Антарктику (затока Співдружності). Туристична компанія з Нової Зеландії Heritage Expeditions кілька разів на рік організовує в ці райони круїзи на власному науково-дослідному судні «Дух Ендербі».

## Яхтинг
Рейси приватних яхт до Антарктиди почалися з кінця 1960-х років, перший обхід навколо Антарктиди на яхті здійснив полінезійський вчений Девід Генрі Льюїс у 1972 році. Тепер[коли?] щорічно близько 30 яхт відвідують Антарктичний півострів, який знаходиться у відносно теплому «банановому поясі». Є 4-денні круїзи в Антарктиду від острова Вогняна Земля в Аргентині (з Ушуаї) і з Фолклендських островів (з Стенлі).

## Авіарейси

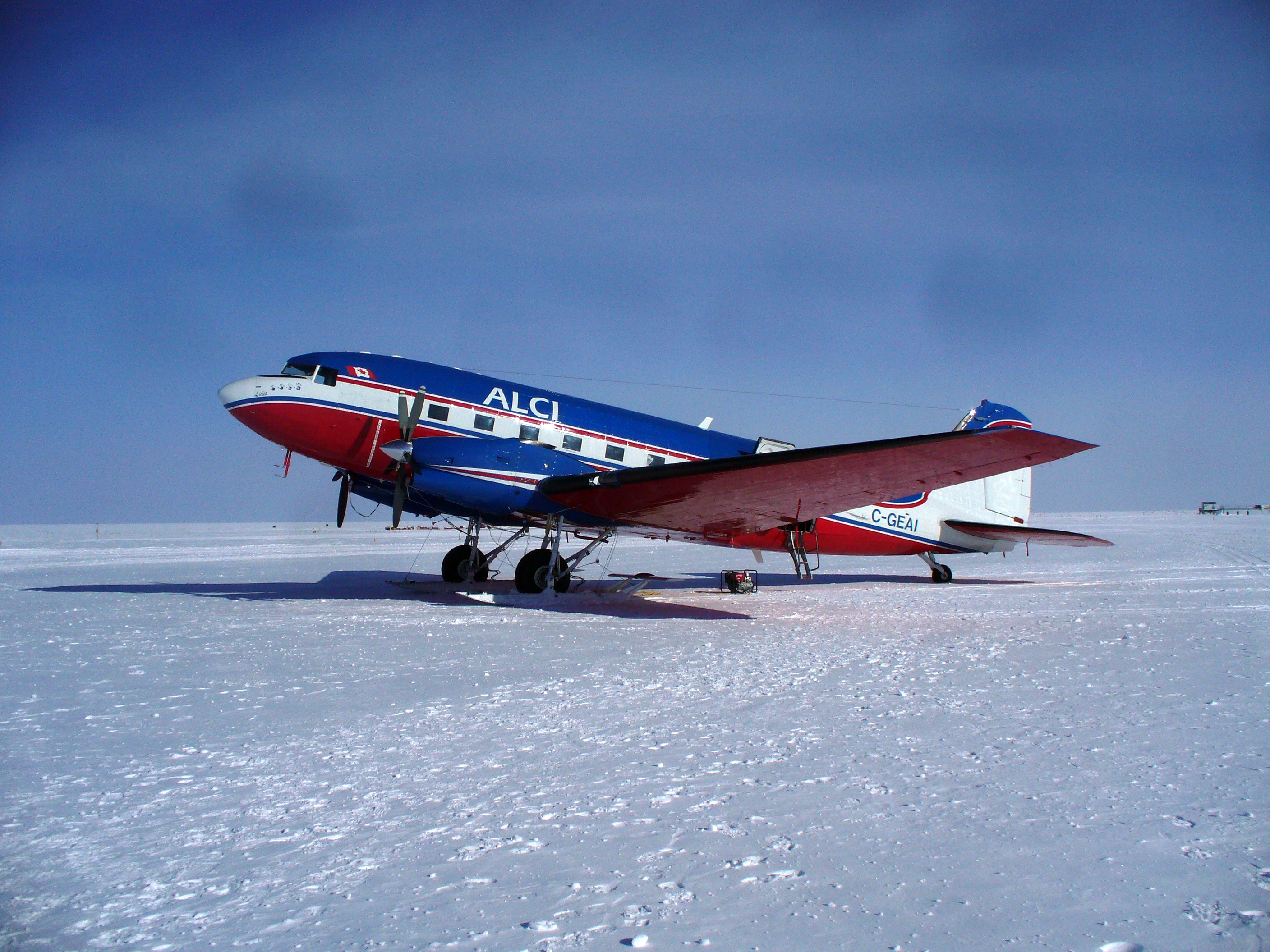
Літак Basler BT-67, що належить Міжнародному Антарктичному логістичному центру, на якому здійснюються туристичні рейси в Антарктиду, на Південному полюсі (грудень 2009 року).

Найперші авіаперельоти до Антарктиди були зроблені з Чилі в 1958 році, після чого безпосадочні авіарейси в Антарктиду з Австралії та Нової Зеландії були здійснені в 1977—1979 роках, потім в 1994 році відновилися авіаперельоти з Австралії. Ці рейси розцінювалися як внутрішні, а не міжнародні, хоча рейси авіакомпанії Air New Zealand мали міжнародну систему кодування TE. Рейси австралійської авіакомпанії Qantas були чартерними. Частина рейсів Air NZ також була чартерними, інша частина була нерегулярними, квитки на них продавали як самі авіакомпанії, так і агенти. У Японії продавалися пакетні тури в Антарктиду з сером Едмундом Гілларі як гідом, які були дуже популярними. Тривалість авіаперельоту становила від 12 до 14 годин, з яких 4:00 становив політ над Антарктидою.
Компанія Qantas початку рейси в Антарктиду 13 лютого 1977 року, організатором виступив підприємець з Сіднея Дік Сміт. До 1979 року було здійснено 27 польотів і перевезено понад 7000 пасажирів. Найчастіше для перельотів використовувався Boeing 747Bs, з вильотами з Сіднея, Мельбурна чи Перта. Було два «крижаних» маршрути. Один з них пролягав вздовж берега Георга V до французької бази на Землі Аделі з поверненням через південний магнітний полюс. Інший маршрут проходив через Землю Котса і північну частину Землі Вікторії до острова Росса. 1977 року один з перельотів проходив над протокою Мак-Мердо і горою Еребус. Деякі короткі рейси з Мельбурна виконували літаки Boeing 707S. Авіарейси з Австралії до Антарктиди були припинені в 1980 році, але відновилися в 1994 році, компанія Antarctica Flights щорічно організовує численні екскурсійні польоти з Австралії.
Air New Zealand почала польоти в Антарктиду 15 лютого 1977 року. Було здійснено шість рейсів в 1977 році, чотири — в 1978 році, і чотири — в 1979 році. Останнім був рейс 901, який відбувся 28 листопада 1979 року і закінчився катастрофою — літак врізався в гору Еребус, загинули всі 237 пасажирів і 20 членів екіпажу. Рейси виконували літаки DC-10, спочатку польоти проводилися з Окленда до протоки Мак-Мердо, пізніше маршрути доходили до середини протоки і бази Скотт, острови Росса і гори Еребус. Під час польоту літаки опускалися досить низько для огляду протоки Мак-Мердо, але не могли при цьому знижувати швидкість.

## Активні види відпочинку
Турфірми, що організують тури в Антарктиду, надають на її території такі послуги, як походи на снігоступах, катання на лижах та багато іншого. Це приваблює в Антарктиду все більшу кількість туристів.

## Правове регулювання
Екологічний протокол до Договору про Антарктику спеціально не розглядає питань туризму, але його положення неминуче стосуються туристичної діяльності, оскільки виконання умов протоколу є обов'язковим для всіх відвідувачів Антарктиди, як державних організацій, так і учасників приватних поїздок.
У 1994 році країни — учасниці Договору виробили подальші рекомендації з питань туризму і діяльності недержавних організацій в Антарктиді. Це «Керівництво для відвідувачів Антарктиди» призначено для роз'яснення відвідувачам континенту їхніх обов'язків відповідно до Договору про Антарктику та Екологічного протоколу. Документ стосується захисту диких тварин Антарктики і охоронних територій в інтересах наукових досліджень, особистої безпеки та впливу на довкілля. Керівництво також вимагає від організаторів туристичних поїздок в Антарктиду попереднього повідомлення про поїздку уповноваженим національним органам, оцінки потенційних впливів на довкілля, здатності справлятися з надзвичайними екологічними ситуаціями, такими як розливи нафти, належної утилізації відходів та поваги до довкілля Антарктиди і науково-дослідної діяльності. У керівництві коротко викладені детальні процедури, яких необхідно дотримуватися при плануванні поїздки, під час перебування в зоні дії Договору про Антарктиду і після закінчення поїздки.
Компанії-туроператори організували Міжнародну асоціацію антарктичних туристичних операторів (англ. International Association of Antarctic Tour Operators) для забезпечення безпеки і підвищення екологічної відповідальності серед організаторів турів в Антарктиду. Більшість туристів, які відвідують Антарктиду, є клієнтами компаній — членів асоціації.
Окремі країни також ввели заходи з мінімізації наслідків екологічного збитку від туристичної діяльності в Антарктиді. Так, в Чилі капітанів суден, які здійснюють рейси в Антарктиду, зобов'язують пройти місячний курс навігації в Антарктиці. Нова Зеландія направляє представника уряду на всі кораблі, які відвідують острів Росса, з метою контролю за дотриманням положень Договору про Антарктику та Екологічного протоколу. Також ведеться моніторинг стану конкретних ділянок Антарктиди для визначення того, чи варто продовжувати доступ туристам в конкретну область.